# Hjallerup (plaats)
Hjallerup is een plaats in de Deense gemeente Brønderslev. Het dorp dat 3449 inwoners telt (2006) ligt in de gelijknamige parochie.
Het dorp ligt aan de E 45 en heeft daarmee een goede verbinding met Aalborg. In het verleden was er ook een treinverbinding, maar de lijn van Vodskov naar Østervrå is in de jaren 50 van de 20e eeuw gesloten. Het tracé is volledig opgebroken.